# Whiteïta-(CaMnMn)
La whiteïta-(CaMnMn) és un mineral que pertany al subgrup de la whiteïta. Anomenada per la seva composició química en concordància amb la nomenclatura del grup de la whiteïta.

## Característiques
La whiteïta-(CaMnMn) és un fosfat de fórmula química CaMn²⁺Mn²⁺₂Al₂(PO₄)₄(OH)₂(H₂O)₈. Cristal·litza en el sistema monoclínic. La seva duresa a l'escala de Mohs és 3,5.

## Formació i jaciments
S'ha trobat a les parets de buits en cristalls alterats de zwiselita o formant corones (de fins a 1 mm de diàmetre) envoltant cristalls cúbics d'uraninita. Es forma en contexts de pegmatites granítiques. Descrita a Alemanya i als EUA.